# Multiplex DAB+ BS
Multiplex DAB+ BS je regionálním multiplexem digitálního rozhlasového vysílání DAB+ v České republice, ve kterém vysílají komerční rádia. Provozuje ho firma Broadcast Services s.r.o., která se zařadila do skupiny společností Digital Broadcasting s.r.o. operátora celoplošné Vysílací sítě 24 (Multiplex 24) DVB-T2, Progress Digital s.r.o. operátora Regionální sítě 7 DVB-T a JUKE BOX, s.r.o. operátora rozhlasových FM vysílacích sítí.
Vysílací síť byla oficiálně spuštěna 17.2.2025 během ranních hodin.
Multiplex je plně regionalizovatelný a je rozdělen do 5 regionů:
| Region                              | Ensemble ID | Label    |
| ----------------------------------- | ----------- | -------- |
| Praha a Střední Čechy               | 0x2108      | DAB+ BS1 |
| Vysočina                            | 0x2118      | DAB+ BS2 |
| Pardubický kraj                     | 0x2127      | DAB+ BS3 |
| Jižní Morava                        | 0x2138      | DAB+ BS4 |
| Severní Morava (MOS + OL + ZL kraj) | 0x2148      | DAB+ BS5 |

## Rozhlasové stanice multiplexu
Multiplex DAB+ BS vysílá následující stanice:
| Stanice        | Logo | Název    | Název krátký | Bitová rychlost | Mód zvuku | Kodek     | Ochrana | ID | SID  |
| -------------- | ---- | -------- | ------------ | --------------- | --------- | --------- | ------- | -- | ---- |
| Rádio Čas      |      | >>CAS<<  | >>CAS<<      | 96 kbit/s       | Stereo    | HE-AAC v1 | EEP 2-A | 1  | 2996 |
| Rádio Čas Rock |      | CAS ROCK | CAS ROCK     | 96 kbit/s       | Stereo    | HE-AAC v1 | EEP 2-A | 2  | 299E |

## Vysílače multiplexu
Multiplex je šířen z následujících vysílačů:
| Vysílač                                 | Kanál | Kmitočet    | Výkon (ERP) | Polarizace |
| --------------------------------------- | ----- | ----------- | ----------- | ---------- |
| Praha / Ládví                           | 8C    | 199,360 MHz | 1,6 kW      | vertikální |
| Benešov / Kozmice                       | 8C    | 199,360 MHz | 1,6 kW      | vertikální |
| Jihlava / Větrný Jeníkov                | 6C    | 185,360 MHz | 3,2 kW      | vertikální |
| Pardubice / Slatiňany                   | 9A    | 202,928 MHz | 1,6 kW      | vertikální |
| Brno / Hády 2                           | 10A   | 209,936 MHz | 1,6 kW      | vertikální |
| Frenštát pod Radhoštem / Velký Javorník | 9C    | 206,352 MHz | 0,8 kW      | vertikální |